# Église de l'Ascension de Jakovo
Pour les articles homonymes, voir Église de l'Ascension.
L'église de l'Ascension de Jakovo (en serbe cyrillique : Црква Светог Вазнесења у Јакову ; en serbe latin : Crkva Svetog Vaznesenja u Jakovu) est une église orthodoxe serbe située à Jakovo, sur le territoire de la ville de Belgrade et dans la municipalité de Surčin en Serbie. Elle est inscrite sur la liste des monuments culturels protégés de la république de Serbie (identifiant no SK 100) et sur la liste des biens culturels de la ville de Belgrade.

## Présentation
L'église de l'Ascension a été construite entre 1807 et 1810, à l'emplacement d'une église plus ancienne datant du XVIIIe siècle. Par son style, elle est caractéristique de l'architecture classique à laquelle se mêlent notamment des éléments baroques. Elle est due à l'architecte Josef Wertich, qui a travaillé en collaboration avec le maître charpentier Johann Meier.
L'une des pièces maîtresses de l'église est son iconostase, qui a été réalisée par le sculpteur sur bois Petar Jakšić ; elle a été peinte entre 1855 et 1862 par Živko Petrović, un artiste originaire de Zemun.
L'église abrite aussi un ensemble de meubles précieux et une collection de livres, notamment liturgiques, des XVIIe et XVIIIe siècles.